# Stéphane Bernadis
Stéphane Bernadis (né le 23 février 1974 à Boulogne-Billancourt, en Île-de-France) est un patineur français. Il a participé à de nombreux championnats internationaux. Il a notamment remporté une médaille de bronze aux championnats du monde 2000 à Nice avec sa partenaire Sarah Abitbol.

## Biographie

### Carrière sportive
Lors des championnats du monde à Nice en 2000 Stéphane Bernadis fut victime d'une agression à coup de couteau dans sa chambre d'hôtel.
Qualifié pour les Jeux olympiques de 2002 à Salt Lake City, le couple de patineurs doit déclarer forfait quelques jours seulement avant la compétition. Sarah Abitbol s'est en effet gravement blessée au tendon d'Achille. Quelques mois plus tard, les patineurs reviennent à la compétition pour une dernière saison. Elle sera auréolée d'une médaille d'argent européenne et d'un dixième titre de champions de France. Le 1er août 2003, Stéphane Bernadis et Sarah Abitbol se retirent de la compétition amateur et deviennent professionnels.

### Reconversion
En 2003-2004, Stéphane Bernadis et sa partenaire rejoignent la troupe d'Holiday on Ice pour le spectacle et la tournée européenne "Diamants Diamants". Les années suivantes, ils participent également à différentes tournées en compagnie de plusieurs membres de l'équipe de France : on les voit avec les Légendes de la glace, les Etoiles de la glace et Champions on Ice.
Pour les Jeux olympiques d'Hiver de Turin en 2006, Stéphane Bernadis devient co-entraîneur des couples français Marylin Pla/ Yannick Bonheur et Jérôme Blanchard/ Aurore Ponomarenko, avec la collaboration de Jean-Roland Racle. Seul le premier couple parvient à se qualifier aux JO. Stéphane les suit à Turin où ils terminent 14e de la compétition.
En 2007, Sarah Abitbol crée sa propre troupe et son spectacle Rêves de glace. Ce nouveau show est proposé aux mairies de France, sur une mise en scène de Sarah Abitbol, et des chorégraphies de Sébastien Lefrançois et Richard Leroy. Stéphane Bernadis fait partie de l'aventure, qui se poursuit en 2008 avec une nouvelle tournée.

### Famille
Le 15 septembre 2007, il a épousé Elisabeth Canovas à la mairie de Boulogne-Billancourt.

## Palmarès
| Compétition                         | 1993    | 1994    | 1995    | 1996    | 1997    | 1998    | 1999    | 2000    | 2001    | 2002    | 2003    |  |  |  |
| Jeux olympiques d'hiver             |         |         |         |         |         | 6e      |         |         |         | F       |         |  |  |  |
| Championnats du monde               | 19e     |         | 9e      | 11e     | 7e      | 8e      | 5e      | 3e      | A       | F       | 12e     |  |  |  |
| Championnats d'Europe               | 14e     | 15e     | 7e      | 3e      | 4e      | 3e      | 3e      | 3e      | 3e      | 2e      | 2e      |  |  |  |
| Championnats de France              | 2e      | 1er     | 1er     | 1er     | 1er     | 1er     | 1er     | 1er     | 1er     | 1er     | 1er     |  |  |  |
| Championnats du monde juniors       | 11e     |         |         |         |         |         |         |         |         |         |         |  |  |  |
|                                     |         |         |         |         |         |         |         |         |         |         |         |  |  |  |
| Grand Prix ISU                      | 1992/93 | 1993/94 | 1994/95 | 1995/96 | 1996/97 | 1997/98 | 1998/99 | 1999/00 | 2000/01 | 2001/02 | 2002/03 |  |  |  |
| Finale du Grand Prix                |         |         |         |         |         |         | 4e      | 2e      | 5e      | 6e      |         |  |  |  |
| Skate America                       |         | 10e     |         |         |         |         | 6e      | 2e      |         |         |         |  |  |  |
| Skate Canada                        |         |         | 3e      |         | 5e      | 3e      |         |         |         |         |         |  |  |  |
| Coupe d'Allemagne                   |         |         | 7e      | 9e      |         |         |         |         | 1er     |         |         |  |  |  |
| Trophée de France                   | 7e      | 8e      | 6e      | 7e      | 4e      | 5e      | 1er     | 1er     | 4e      | 3e      | 2e      |  |  |  |
| Coupe de Russie                     |         |         |         |         | A       |         |         |         |         | 3e      |         |  |  |  |
| Trophée NHK                         |         |         |         |         |         |         |         | 2e      | 2e      |         |         |  |  |  |
| Légende : F = Forfait ; A = Abandon |         |         |         |         |         |         |         |         |         |         |         |  |  |  |